# Keven Mealamu
Keven Mealamu (nacido el 20 de marzo de 1979 en Tokoroa, Waikato, Nueva Zelanda) es un ex rugbista neozelandés. Jugaba de hooker para los Blues en el Super Rugby, Auckland en el Campeonato Provincial Nacional, y el equipo nacional neozelandés, los All Blacks. En un test match de la Copa Bledisloe contra Australia el 20 de octubre de 2012, Mealamu se convirtió en el tercer All Black en alcanzar los 100 test. Ha ganado dos copas del mundo y también aseguró el título de Super Rugby de 2003.

## Primeros años
Fue estudiante del Aorere College, donde su hermano y anterior jugador de Manu Samoa Mealamu actualmente es trabajador social. Jugó como flanker para Nueva Zelanda sub-16 y New Zealand Schools antes de cambiar a la posición de hooker en 1998.

## Carrera profesional y con los All Blacks
Debutó con los All Blacks el 23 de noviembre de 2002, contra Gales en el Millennium Stadium en Cardiff. El debut provincial de Mealamu fue con Auckland en 1999. Jugó por vez primera para los Blues en 2000, pero estuvo brevemente con los Chiefs en 2002 – el mismo año en que debutó conn los All Blacks. Mealamu también hizo una gran contribución al comienzo de la campaña de los All Blacks en el Torneo de las Tres Naciones 2006 con dos ensayos contra los Wallabies durante el primer match. Mealamu capitaneó a los Blues en su campaña de 2006 de la Super 14, pero se vio obligado a dejar la capitanía en 2007 debido a sus compromisos con los All Blacks. Mealamu fue nombraado capitán de test en el test match de nuevo contra Escocia durante el tour del Grand Slam de Nueva Zelanda de 2008, cuando el que normalmente es capitán, Richie McCaw, estaba en la reserva para ese match. Formó parte del equipo neozelandés que ganó la Copa Mundial de 2011. En 2014, hizo su 150.ª aparición con los Blues, convirtiéndose en el primer jugador en la historia del Super Rugby que hizo 150 apariciones para un equipo.
Mealamu y el capitán Tana Umaga estuvieron implicados en un controvertido placaje levantando los pies por encima de los hombros al jugador placado (lo que en inglés se llama "spear tackle"), sobre el capitán de los Lions, Brian O'Driscoll el 25 de junio de 2005. Después de un test match contra Inglaterra en Twickenham el 6 de noviembre de 2010, Mealamu fue citado por el comisionado independiente (John West, Irlanda) por dar un cabezazo a Lewis Moody.
En 2015 es seleccionado para formar parte de la selección neozelandesa que participa en la Copa Mundial de Rugby de 2015.
Formó parte del equipo que ganó la final ante Australia por 34-17, entrando en la historia del rugby al ser la primera selección que gana el título de campeón en dos ediciones consecutivas.

### Palmarés y distinciones notables
- Super Rugby: 2003
- Rugby Championship: 2003, 2005, 2006, 2007, 2008, 2010, 2012, 2013 y 2014
- Copa del Mundo de Rugby de 2011 y 2015
- Seleccionado para jugar con los Barbarians en 2011